# Lucky Speed

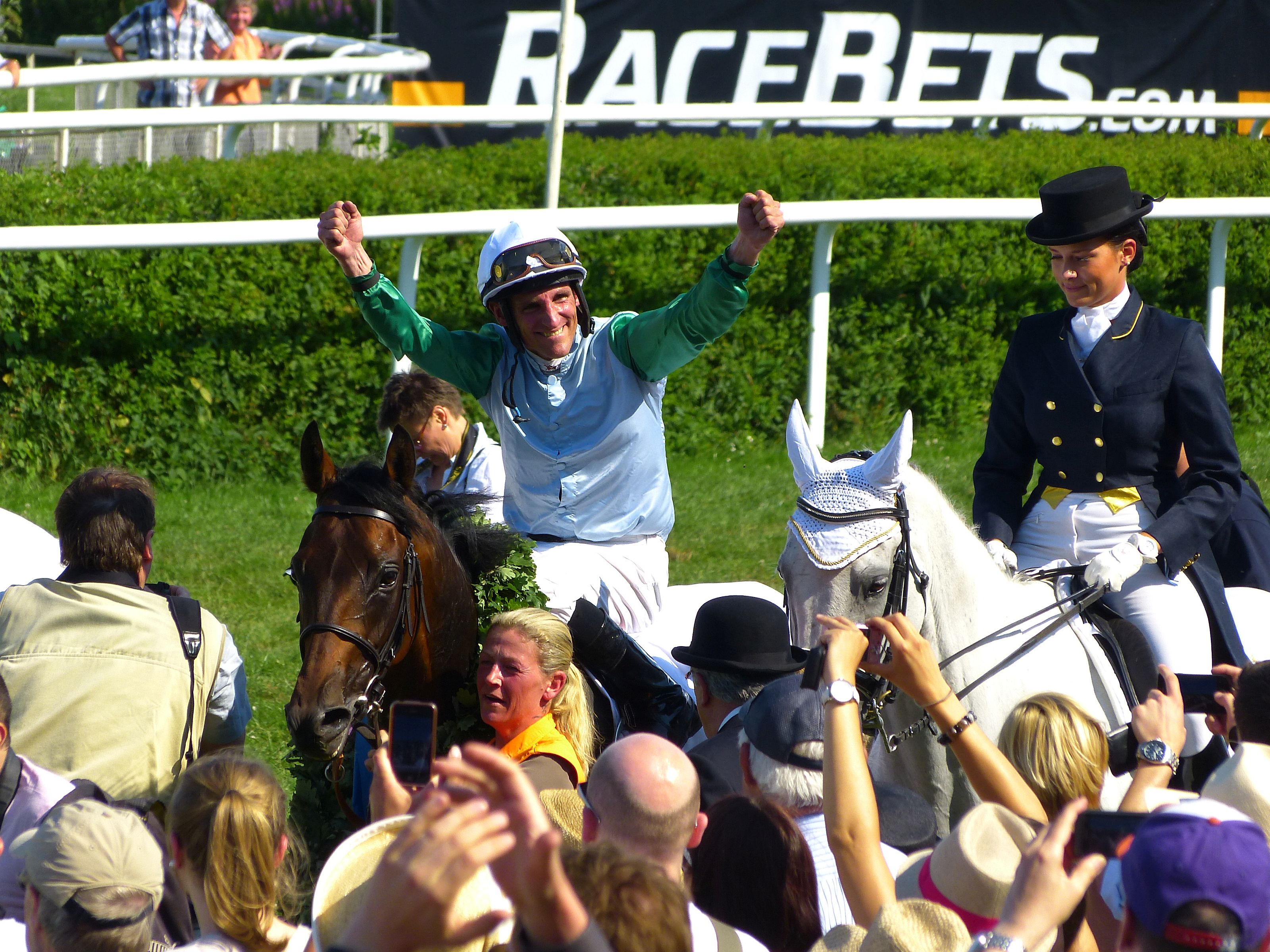
Andrasch Starke auf Lucky Speed nach dem Derby-Sieg 2013

Lucky Speed (* 2010) ist ein deutsches Rennpferd und Derbysieger.
Der braune Hengst wurde auf dem Gestüt Ittlingen von Silvano (Vater), aus der Lysuna (Mutter) von Monsun (Muttervater) gezogen.

## Laufbahn
Lucky Speed siegte 2013 im Deutschen Derby (Gr. I) in Hamburg vor Tres Blue unter Fabrice Veron aus Frankreich. Geritten wurde Lucky Speed von Andrasch Starke und von Peter Schiergen trainiert. Er startete für den Stall Hornoldendorf, der Arend Oetker gehörte.
Nach dem Derbysieg verlief Lucky Speeds Karriere verhalten. Er kam als Dreijähriger nicht mehr zum Einsatz. 2014 lief er in vier Rennen. Im Großen Preis von Berlin (Gr. I) und im Großen Preis der Badischen Unternehmer (Gr. II) wurde er jeweils Dritter. Im Iffezheimer „Grand Prix“ Anfang September erreichte er jedoch nur den neunten Platz.
Als Fünfjähriger gelang ihm ein Comeback und er siegte in Arlington bei Chicago im American St. Leger Stakes (Gr. III) mit einem neuen Bahnrekord von 2:46,50. Geritten und trainiert wurde er wiederum von Andrasch Starke und Peter Schiergen und lief für den Stall Hornoldendorf.